# リフトアップ
リフトアップもしくはハイリフトとは、主に自動車を改造して車高（最低地上高）を上げる改造手法、または車高を上げた状態のことである。
主にオフロードを走行する大型4WD車やピックアップトラック、4WDバンなどに多く見られるが、エアサスペンションなどを装備した車種のうち車高調整機能（ハイトコントロール）を有する車両で車高を最大限に上げた場合にも、結果的にリフトアップとなることもある。
本来は前後バンパーを取り外してタイヤも含めたホイールのインチアップと併用することにより、オフロード走行時の斜面へのアプローチアングル性能の改善を図り、走破性能を高めることが目的であるが、後述のボディリフトに代表されるように、ドレスアップを目的として車体の威圧感や迫力を高める目的のみで行われることも多い。
ルーフレールなどを利用して荷台を設けて車両全高を高めることや、ボディ上部を切断（多くは板金などの処理をして再び接合）して車両全高を上げた場合は、本稿でのリフトアップとは区別されることがほとんどである。

## 歴史
それまで軍用車両などに多かった大型4WD車が一般に市販されるようになった1970年代ごろから、オフロード走行を行う車両に見られるようになり、1980年代にはオフロード走行を趣味とする者以外の若者にも広まった。時代を経るにしたがい、日本全土の路面状況が舗装化などによって改善され、4WD車の新車のデザイン自体がヘビーデューティ指向では無くなっていく傾向（独立懸架やモノコック構造の採用など）を示していったこともあり、近年では純粋なオフロード走行を目的にリフトアップを施す者は少数派となっていった。
1990年代以降、大きく変化があったのは平成7年（1995年）11月における規制緩和である。それまでスプリングの変更は陸運支局等へ届け出て認可される（いわゆる「公認」を取得する）ことが必要であり、それをせずに公道を走行することは違法行為であったため、一般的には気軽な改造（もしくはドレスアップ）とは言えなかったが、それでも違法を承知でスプリング交換をする者は多く、車検のたびに純正スプリングに交換して車検を通すということが行われていた。それが同年の規制緩和により、スプリングの変更には届出を必要としなくなり、使用者の自己責任において自由にスプリング（コイル）を変更することが合法となった。ただし、スプリングが取り付け部から離脱しないこと（遊ばないこと）や、最低地上高を9センチメートル以上確保すること、リーフスプリング（板バネ）は依然、届出を必要とするなどの制限はある。この法改正により、車高を落とすと同様に車高を上げることもドレスアップの手法として一般化していった。SUVなどの乗用車感覚で乗ることが可能なライトユーザー向け4WD車が登場したことも、リフトアップの普及に貢献した。

## サスペンション改造によるリフトアップ
古くから存在する一般的な手法であり、スプリングやショックアブソーバーを交換することで車高を上げる方法である。
1. スプリングを自由長の長い物に交換する。特にリーフスプリングを用いた車種で顕著な方法である。場合によっては、トーションバーやラテラルロッドなどの構成部品を交換してさらに車高を上げることもある。
2. ある程度以上車高を上げる場合には、ブレーキホースなどをより長い物に交換することが必要となる。
3. この作業と並行してインチアップによるタイヤ外径の増大を図る事もある。ただし、スピードメーター表示と実走行速度が極端に異なる場合には車検不適合となるため、オフロード走行時に排他的に利用するに留めることが望ましい場合もある。
4. さらには前後バンパーを取り外してオーバーハングを短縮することにより、オフロードでの走破性の向上が図れる。

## ボディリフト
比較的近年登場した手法であり、ラダーフレームを採用した車種で利用できる。ラダーフレームとキャビンの間のマウントを交換することにより、足回りを改造することなく車両全高を上げることが可能となる。理論上は何インチでも車両全高を上げることが可能であるが、アクセルワイヤーやブレーキホースの交換など多額の出費が必要となることもある。
どちらかといえば、オフロード走行というよりもドレスアップが主目的で施される改造ともいえる。

## 効果
- 前後バンパーを取り外すなどの改良を併用することにより、斜面へのアプローチアングルがより急になっても対応可能となる。
- 最低地上高が高まることにより、障害物や轍の多い悪路での走破性が高まる。ただし、車高の上げ具合によっては後述のように、かえって走破性が悪くなる場合もある。
- 視線が上がることにより、乗車時の周囲への視認性がアップする。ただし、後述のように死角は増える。
- 車高が上がることにより、デザイン上の縦横比が変化して視覚的な迫力が増す。
- 車高が上がるほど地面とのクリアランスが大きくなり、積雪地域では融雪剤（塩化カルシウム）による車体へのダメージを受けにくくなる。

## デメリット
- 一般論として、最低地上高を上げて車両全高が高まると前面投影面積が増加するため、高速走行時には風の抵抗を受けやすくなる。また、横風などの影響を受けて直進安定性が低下する場合もあり、最悪の場合には突風を受けて車体が横転する危険性もある。
- 上記に加え、エンジンなどの重量物の重心が高くなることにより、コーナリングや、起伏が大きかったり勾配がきつかったりする地形の走行でも車体の安定性が悪くなる恐れがある。特に、オフロード走行で大きな石への乗り上げや、路肩から脱輪などを起こして車体が急激に傾いた際にバランスを崩しやすく、横転・滑落などの危険な事故に繋がる危険性がノーマル車高よりも高くなる。通常はこのような極端な車高アップを車両開発時点から施す場合には、安定性確保のために輪距の拡大が併用されることが一般的であるが、チューニングのリフトアップにおいてはここまで考慮された施工がされることはまれである。
- 極端に車高を上げることにより、鉄道の高架やトンネルなどを通過することが難しくなる場合がある。特に、大型・中型以上のトラックが通過できないような箇所には十分な注意が必要である。このような箇所で立ち往生した場合には交通障害になり、周囲の人に迷惑をかけるばかりか、無理に突破を試みた場合には車体の天井を痛めたりするほか、最悪の場合には乗員に死傷者が出る場合もあるので、注意が必要である[注釈 1]。特に、高架などに激突して施設を破壊した場合には管理事業者から損害賠償請求を受ける可能性も出てくる。また、立体駐車場などの屋根付き駐車場に入庫が不可能となったり、フェリー乗船が不可能となったりする場合もある。
- 上記と同様の理由により、低木や林道を跨ぐ木の枝が多い地形でもかえって走破性が低下する場合もある。軍用車が発祥のジープは、このような状況で車両上方の障害物を回避するために前ウインドウを前方に倒して幌などを取り外し、ドライバーが可能な限り低い姿勢を取ることによってドライバー頭上の障害物を回避することが可能であるが、今日の一般市販車ではこのようなことは行えない場合が大半である。
- 車軸懸架の車種によるリフトアップに顕著であるが、いくらキャビンやラダーフレームより上側の車高を高めても、肝心の車軸自体がタイヤ外径の増加分（半径の増加分）しか高くならないため、車高が大幅に高まったように見えても実際にはそれほど障害物通過性能が向上しない場合もある。装甲戦闘車両などの軍用車は、車軸自体の搭載位置を高めるためにハブリダクションという特別な構造を用いるが、リフトアップではハブリダクションのような車軸上昇効果はそれほど見込めないためである。
- リーフスプリングを大幅に改造した場合にはバネ定数のアップによって乗り心地が悪化することが多いほか、そのままでは車検を通過できなくなる。
- ボディリフトやインチアップなどを併用しで極端に車両全高を上げた場合には、梯子や踏み台などが無ければ乗降そのものが困難となる場合がある。特に、荷物の積み卸しなどの実用性や使い勝手が大幅に低下する場合もある。
- 視線が上がりすぎることによって近距離の視界が悪くなる。特にフロント・ノーズやテール・エンド部の死角が増し、歩行者や他車が自車の周囲に居ても気付きにくくなる。
- 極端なハイリフト車の場合、ヘッドライトの高さ制限が140センチメートルであるため、保安基準に適合しなくなる。そのため、後付けのHi/Lo切り替え式ヘッドライトを別途装着しなければならない。
- スズキ・ジムニーなどの軽自動車をベースとする場合、大抵はノーマル時点で軽規格いっぱいに作られているため、オーバーフェンダーを装着すると軽規格をはみ出してしまう。それゆえ、オーバーフェンダー装着が必要となるような大径タイヤを装着すると普通車への変更手続きが必要となる。構造等変更検査を受けないまま公道を走行すると脱税行為とみなされ、検挙の対象となる。
- オフロード車以外でリフトアップをした場合、極端にタイヤ外径を大きくするとトランスミッションのギア比が変わってしまい、登坂力が無くなるなどの影響が出る場合がある。特に、これはビスカスカップリング4WDの車両に起きやすい。

## 主な対象車種
基本的にラダーフレームの車種が対象となるが、一部例外も存在する。トヨタ・ランドクルーザー、ランドクルーザープラド、FJクルーザー、ハイラックスサーフ、日産・サファリ、スズキ・ジムニー、三菱・デリカ、三菱・ジープ、シボレー・アストロ、GMC・サファリ、シボレー・サバーバン、ハマー・H1、ハマー・H2などが挙げられる。
近年では、ラダーフレームではないスズキ・キャリイ、ダイハツ・ハイゼット、スズキ・エブリイ、スズキ・ハスラーなどがベースになることもある。